# Partecipanti al Tour of the Alps 2023
Elenco dei partecipanti al Tour of the Alps 2023.
Il Tour of the Alps 2023 è stata la quarantacinquesima edizione della corsa. Alla competizione presero parte 19 squadre: otto iscritte all'UCI World Tour 2023, nove dell'UCI ProTeam, una dell'UCI Continental Team e una selezione nazionale. 
Partenza con 128 ciclisti accreditati.

## Corridori per squadra
| Ineos Grenadiers                  | Ineos Grenadiers                  | Ineos Grenadiers                  | Bahrain Victorious     | Bahrain Victorious     | Bahrain Victorious     | EF Education-EasyPost  | EF Education-EasyPost  | EF Education-EasyPost  |
| --------------------------------- | --------------------------------- | --------------------------------- | ---------------------- | ---------------------- | ---------------------- | ---------------------- | ---------------------- | ---------------------- |
| N°                                | Ciclista                          | Clas.                             | N°                     | Ciclista               | Clas.                  | N°                     | Ciclista               | Clas.                  |
| 1                                 | Thymen Arensman                   | 33°                               | 11                     | Santiago Buitrago      | 8°                     | 21                     | Hugh Carthy            | 2°                     |
| 2                                 | Laurens De Plus                   | 19°                               | 12                     | Nicolò Buratti         | R 4ª                   | 22                     | Simon Carr             | 47°                    |
| 3                                 | Tao Geoghegan Hart                | 1°                                | 13                     | Jack Haig              | 3°                     | 24                     | Jefferson Cepeda       | 4°                     |
| 4                                 | Salvatore Puccio                  | 74°                               | 14                     | Hermann Pernsteiner    | 23°                    | 25                     | Stefan de Bod          | 41°                    |
| 5                                 | Pavel Sivakov                     | 7°                                | 15                     | Edoardo Zambanini      | 29°                    | 26                     | Merhawi Kudus          | 53°                    |
| 6                                 | Ben Swift                         | 68°                               | 16                     | Jasha Sütterlin        | 66°                    | 27                     | Georg Steinhauser      | 28°                    |
| 7                                 | Geraint Thomas                    | 15°                               |                        |                        |                        |                        |                        |                        |
| Movistar Team                     | Movistar Team                     | Movistar Team                     | Bora-Hansgrohe         | Bora-Hansgrohe         | Bora-Hansgrohe         | AG2R Citroën Team      | AG2R Citroën Team      | AG2R Citroën Team      |
| N°                                | Ciclista                          | Clas.                             | N°                     | Ciclista               | Clas.                  | N°                     | Ciclista               | Clas.                  |
| 31                                | Abner González                    | R 5ª                              | 41                     | Matteo Fabbro          | 34°                    | 51                     | Geoffrey Bouchard      | 39°                    |
| 32                                | Juri Hollmann                     | 49°                               | 42                     | Florian Lipowitz       | 43°                    | 52                     | Felix Gall             | 9°                     |
| 33                                | Gregor Mühlberger                 | 38°                               | 43                     | Lennard Kämna          | 6°                     | 54                     | Nicolas Prodhomme      | 69°                    |
| 34                                | Antonio Pedrero                   | 27°                               | 44                     | Patrick Konrad         | 22°                    | 55                     | Aurélien Paret-Peintre | 13°                    |
| 35                                | Óscar Rodríguez                   | 32°                               | 45                     | Cian Uijtdebroeks      | NP2ª                   | 56                     | Valentin Paret-Peintre | 44°                    |
| 36                                | Sergio Samitier                   | 60°                               | 46                     | Aleksandr Vlasov       | NP5ª                   | 57                     | Andrea Vendrame        | 56°                    |
| 37                                | Iván Sosa                         | 18°                               | 47                     | Max Schachmann         | NP4ª                   |                        |                        |                        |
| Team DSM-Firmenich                | Team DSM-Firmenich                | Team DSM-Firmenich                | Astana Qazaqstan Team  | Astana Qazaqstan Team  | Astana Qazaqstan Team  | Israel-Premier Tech    | Israel-Premier Tech    | Israel-Premier Tech    |
| N°                                | Ciclista                          | Clas.                             | N°                     | Ciclista               | Clas.                  | N°                     | Ciclista               | Clas.                  |
| 61                                | Jonas Hvideberg                   | R 5ª                              | 71                     | Luis León Sánchez      | 30°                    | 81                     | Sebastian Berwick      | 51°                    |
| 62                                | Lorenzo Milesi                    | 52°                               | 72                     | Manuele Boaro          | R 2ª                   | 82                     | Marco Frigo            | 45°                    |
| 63                                | Harm Vanhoucke                    | NP3ª                              | 73                     | Joseph Dombrowski      | 24°                    | 83                     | Omer Goldstein         | 61°                    |
| 64                                | Max van der Meulen                | R 4ª                              | 74                     | Vadim Pronskij         | NP2ª                   | 84                     | Ben Hermans            | 36°                    |
| 65                                | Alberto Dainese                   | R 4ª                              | 75                     | Daniil Pronskiy        | R 5ª                   | 85                     | Domenico Pozzovivo     | 21°                    |
| 66                                | Max Poole                         | 11°                               | 76                     | Antonio Nibali         | 64°                    | 86                     | Matthew Riccitello     | 16°                    |
|                                   |                                   |                                   | 77                     | Igor' Čžan             | R 5ª                   | 87                     | Guy Sagiv              | R 4ª                   |
| Green Project-BardianiCSF-Faizanè | Green Project-BardianiCSF-Faizanè | Green Project-BardianiCSF-Faizanè | Uno-X Pro Cycling Team | Uno-X Pro Cycling Team | Uno-X Pro Cycling Team | Q36.5 Pro Cycling Team | Q36.5 Pro Cycling Team | Q36.5 Pro Cycling Team |
| N°                                | Ciclista                          | Clas.                             | N°                     | Ciclista               | Clas.                  | N°                     | Ciclista               | Clas.                  |
| 91                                | Luca Covili                       | 17°                               | 101                    | Torstein Træen         | 10°                    | 111                    | Carl Fredrik Hagen     | 42°                    |
| 92                                | Riccardo Lucca                    | R 5ª                              | 102                    | Jonas Abrahamsen       | R 5ª                   | 112                    | Damien Howson          | 26°                    |
| 93                                | Alessio Nieri                     | R 5ª                              | 103                    | Ådne Holter            | 73°                    | 113                    | Gianluca Brambilla     | 46°                    |
| 94                                | Giulio Pellizzari                 | 31°                               | 104                    | Magnus Kulset          | 57°                    | 114                    | Mark Donovan           | 20°                    |
| 95                                | Alex Santaromita                  | NP4ª                              | 105                    | Sindre Kulset          | R 4ª                   | 115                    | Matteo Badilatti       | NP5ª                   |
| 96                                | Henok Mulubrhan                   | 40°                               | 106                    | Johannes Kulset        | 14°                    | 116                    | Negasi Haylu Abreha    | R 5ª                   |
| 97                                | Alex Tolio                        | 37°                               | 107                    | Magnus Brynsrud        | 62°                    | 117                    | Corey Davis            | R 3ª                   |
| Euskaltel-Euskadi                 | Euskaltel-Euskadi                 | Euskaltel-Euskadi                 | Equipo Kern Pharma     | Equipo Kern Pharma     | Equipo Kern Pharma     | Caja Rural-Seguros RGA | Caja Rural-Seguros RGA | Caja Rural-Seguros RGA |
| N°                                | Ciclista                          | Clas.                             | N°                     | Ciclista               | Clas.                  | N°                     | Ciclista               | Clas.                  |
| 121                               | Mikel Bizkarra                    | 12°                               | 131                    | Pablo Castrillo        | R 5ª                   | 141                    | Julen Amezqueta        | R 4ª                   |
| 122                               | Unai Cuadrado                     | R 4ª                              | 132                    | Eugenio Sánchez        | R 5ª                   | 142                    | Joseba López           | R 5ª                   |
| 123                               | Txomin Juaristi                   | 63°                               | 133                    | Giovanni Carboni       | R 4ª                   | 143                    | Calum Johnston         | R 5ª                   |
| 124                               | Ibai Azurmendi                    | R 5ª                              | 134                    | Jordi López            | 55°                    | 144                    | Jhojan García          | R 5ª                   |
| 125                               | Asier Etxeberria                  | 67°                               | 135                    | Carlos García Pierna   | R 5ª                   | 145                    | Mulu Hailemichael      | R 5ª                   |
| 126                               | Enekoitz Azparren                 | 65°                               | 136                    | José Félix Parra       | 48°                    | 146                    | Jokin Murguialday      | R 2ª                   |
| 127                               | Luis Ángel Maté                   | 35°                               | 137                    | Martí Márquez          | R 5ª                   | 147                    | Fernando Barceló       | 70°                    |
| Eolo-Kometa Cycling Team          | Eolo-Kometa Cycling Team          | Eolo-Kometa Cycling Team          | Corratec Selle Italia  | Corratec Selle Italia  | Corratec Selle Italia  | Selezione austriaca    | Selezione austriaca    | Selezione austriaca    |
| N°                                | Ciclista                          | Clas.                             | N°                     | Ciclista               | Clas.                  | N°                     | Ciclista               | Clas.                  |
| 151                               | Lorenzo Fortunato                 | 5°                                | 161                    | Samuele Zambelli       | R 5ª                   | 171                    | Lukas Pöstlberger      | R 5ª                   |
| 152                               | Davide Bais                       | R 5ª                              | 162                    | Matteo Amella          | R 5ª                   | 172                    | Seb Schönberger        | R 5ª                   |
| 153                               | Mattia Bais                       | R 5ª                              | 163                    | Davide Baldaccini      | R 5ª                   | 173                    | Moran Vermeulen        | 72°                    |
| 154                               | Andrea Garosio                    | 58°                               | 164                    | Etienne van Empel      | R 1ª                   | 174                    | Alexander Hajek        |                        |
| 155                               | Samuele Rivi                      | R 2ª                              | 165                    | Karel Vacek            | 54°                    | 175                    | Marco Schrettl         | R 5ª                   |
| 156                               | Álex Martín                       | R 5ª                              | 166                    | Simone Olivero         | R 3ª                   | 176                    | Sebastian Putz         | R 5ª                   |
| 157                               | Fernando Tercero                  | 50°                               |                        |                        |                        | 177                    | Philipp Hofbauer       | R 5ª                   |
| Trinity Racing                    |                                   |                                   |                        |                        |                        |                        |                        |                        |
| N°                                | Ciclista                          | Clas.                             |                        |                        |                        |                        |                        |                        |
| 181                               | Finlay Pickering                  | 25°                               |                        |                        |                        |                        |                        |                        |
| 182                               | William Smith                     | R 5ª                              |                        |                        |                        |                        |                        |                        |
| 183                               | Fergus Browning                   | R 2ª                              |                        |                        |                        |                        |                        |                        |
| 184                               | Liam Johnston                     | R 5ª                              |                        |                        |                        |                        |                        |                        |
| 185                               | Adrien Boichis                    | R 5ª                              |                        |                        |                        |                        |                        |                        |
| 186                               | Camilo Andres Gomez               | R 5ª                              |                        |                        |                        |                        |                        |                        |
| 187                               | Hugo Rodríguez                    | 71°                               |                        |                        |                        |                        |                        |                        |